# Kismet (Marvel Comics)
(Ayesha rivolta ai Guardiani della Galassia nel secondo film)
Kismet (conosciuta anche come Paragon, Her e Ayesha) è un personaggio dei fumetti creato da Len Wein, David Kraft e Herb Trimpe, pubblicato dalla Marvel Comics.

## Biografia del personaggio
Originariamente conosciuta come Paragon, Kismet è stata il secondo tentativo da parte dell'Enclave di creare artificialmente un essere super potente (il primo tentativo era stato Him, in seguito conosciuto come Adam Warlock). L'Enclave intendeva creare un essere superpotente da controllare. Paragon aveva le sembianze di una figura maschile muscolosa. Paragon ha combattuto contro Hulk, poi è scampato dal controllo dell'Enclave e ha distrutto il loro quartier generale prima di incubare se stesso in un bozzolo.
Più tardi è emersa dal bozzolo nella sua forma dalla pelle dorata con i capelli biondi, vestita con un abito rosso simile ad un costume da bagno. Come replicante femminile di Warlock, ha preso il nome di Her (un riferimento al nome originale di Warlock, Him) e ha cercato Warlock per accoppiarsi con lui. Tuttavia, Warlock era morto alcuni anni prima, viaggiando un breve periodo in avanti nel futuro per rubare la sua stessa anima con la Gemma dell'Anima in un contorto suicidio. Fiduciosa che sarebbe stata in grado di rianimarlo, è riuscita a ripristinare e rianimare il suo corpo, ma con la sua mente e la sua anima mancanti, è stata costretta a farlo tornare tristemente nella sua tomba. È partita poi per esplorare il cosmo e trovare un possibile compagno.
Ha aiutato il pianeta ecologicamente devastato U'sr'pr, provocando l'ira del Consorzio. È stata richiamata dai nativi J'ridia Starduster. Successivamente, è stata aiutata dagli Alpha Flight e dai Vendicatori contro il Consorzio.
Qualche tempo dopo aver iniziato la sua ricerca per trovare Warlock, ha scoperto che Warlock era stato resuscitato. Tuttavia, lui la respinge, lasciandola singhiozzante a terra. Dopo di ciò, ha tenuto una competizione tra alcuni degli uomini più potenti della terra, attaccando baccelli riproduttivi al collo per vedere le loro reazioni. Aveva selezionato Quasar, Ercole, Wonder Man, Hyperion, Doc Samson e Forgotten One in questa sfida. Ha combattuto contro Quasar ed è stata attaccata da Jack of Hearts, ma Moondragon l'ha salvata. Poiché Quasar era l'unico a non distruggere il suo baccello, lei gli ha rivolto le sue attenzioni per un po', finché la sua ragazza Kayla Ballantine (in possesso della Star Brand) l'ha picchiata violentemente, costringendola a tornare nella sua forma di bozzolo per guarire. Tuttavia, è diventata la compagna di Quasar per un certo periodo.
Nella storia del 1992 "Operation: Galactic Storm", ha aiutato Quasar e ha protetto le Star Gates che minacciavano l'esistenza della Terra. Presto è stata coinvolta in un combattimento con Binary e anche con il Super-Skrull. Poco dopo la guerra, è stata inghiottita dal Mangia-anima ma salvata da Quasar.
Durante le sue avventure con Quasar prende il nome di Kismet, che deriva dalla parola araba corrispondente a destino. Ha combattuto contro la Flotta Nera distruggendo il pianeta Scadam. In seguito è andata in soccorso dei suoi tre creatori. Guarendoli in bozzoli simili al suo, anche loro sono diventati superumani dalla pelle dorata. I quattro viaggiavano insieme nello spazio.
In seguito, ha cambiato nuovamente il suo nome, in Ayesha. Durante questo periodo, era sotto il controllo del super criminale Crucible a Genosha.

## Poteri e abilità
Kismet è un essere artificiale, creata attraverso l'ingegneria genetica dall'Enclave. Ha la capacità di toccare, immagazzinare e manipolare l'energia cosmica con una varietà di effetti, tra cui la proiezione di proiettili e il volo. L'energia cosmica migliora i suoi attributi fisici a livelli sovrumani e migliora il suo metabolismo e la sua forza vitale, impedendole di invecchiare e rendendola virtualmente immortale. Può riprendersi da gravi lesioni creando un bozzolo di energia cosmica dalle molecole circostanti in cui può riposare e rigenerarsi. Può rianimare i tessuti morti proiettandovi una parte della sua forza vitale cosmica. Kismet non può ripristinare lo spirito di un essere in un corpo che resuscita se quello spirito ha già lasciato il corpo. Ha anche la capacità di utilizzare l'energia cosmica per riorganizzare strutture molecolari.

## Altri media

### Cinema

#### Marvel Cinematic Universe
Ayesha compare all'interno del Marvel Cinematic Universe (MCU), interpretata da Elizabeth Debicki.
- Ayesha appare per la prima volta come antagonista secondaria nel film Guardiani della Galassia Vol. 2 (2017). Ayesha è l'alta sacerdotessa della razza aliena dei Sovereign, caratterizzati dall'estetica totalmente dorata e dalla personalità fredda, distaccata e altezzosa. Assume i Guardiani della Galassia per difendere delle batterie, ma quando Rocket Raccoon ne ruba alcune diventa determinata a ucciderli per vendicare l'affronto subito. Dopo i vari fallimenti si occupa di creare un nuovo membro dei Sovereign che chiama Adam Warlock.
- Ayesha riapparirà nuovamente nel film Guardiani della Galassia Vol. 3 (2023). La donna alla fine muore dall'esplosione della Contro-Terra per colpa dell'Alto Evoluzionario sotto gli occhi disperati di suo figlio Adam Warlock, durante all'inizio della resa dei conti.

### Videogiochi
- Un'incarnazione ibrida di Ayesha appare come personaggio giocabile in LEGO Marvel Super Heroes 2.